# سيباستيان بونيغ
سيباستيان بونيغ (بالألمانية: Sebastian Bönig) هو لاعب كرة قدم ألماني في مركز الوسط، ولد في 26 أغسطس 1981 في إردينغ في ألمانيا. لعب مع بايرن ميونخ 2 وروت فايس آهلن وفيكتوريا برلين ويونيون برلين.

## وصلات خارجية
- سيباستيان بونيغ على موقع قاعدة بيانات كرة القدم.إي يو (الإنجليزية)
- سيباستيان بونيغ على موقع بيانات كرة القدم. دي إي (الألمانية)
- سيباستيان بونيغ على موقع عالم كرة القدم.نت (الإنجليزية)